# 대원고속의 시내버스 노선
대원고속(大元高速)은 대한민국 경기도 남동부의 광주시, 이천시, 여주시 등의 시내버스 면허를 보유하고, 이들 지역에 시내버스를 운영하고 있으며, 성남시, 용인시, 수원시, 화성시 등의 지역에도 시내버스를 운영하고 있다. 하지만 일부 노선은 면허지인 광주시를 거치지 않는다.

## 노선정보

### 일반시내버스
- ● 광주시의 시내버스
- ● 이천시의 시내버스
- ● 여주시의 시내버스
- ● 9번 : 사송동공영차고지 ↔ 남한산성<이 노선은 2003년 성남시 소재 성남시내버스에서 양도받은 노선>[1]
- ● 9-1번 : 산성역 ↔ 남한산성(주말에만 운행)
- ● 13-2번 : 관음3리 ↔ 강변역
- ● 16번 : 하남공영차고지 ↔ 잠실역 (2025년 7월 1일부터 가락시장역.수서역.삼성의료원 미경유)
- ● 32번 : 추자동차고지입구 ↔ 복정동행정복지센터(舊.1117-1번. 잠실광역환승센터 미경유)
- ● 32-1번 : 추자가압장앞 ↔ 태평역
- ● 60번 : 오리역 ↔ 광주하남교육청 (죽전역~수원역 구간은 60-1번 운행)<이 노선은 용인시 소재 경남여객, 수원시 소재 신원여객에서 양도받은 노선>
- ● 60-1번 : 죽전더힐럭스 ↔ 수원역 (2025년 8월 1일부로 신설)
- ● 65번 : 광교차고지 ↔ 안양역<이 노선은 용인시 소재 경남여객에서 양도받은 노선>
- ● 520번 : 오리역 ↔ 신현3리
- ● 521번 : 통점골 ↔ 판교역(舊.520-1번)
- ● 522번 : 능평1리 ↔ 서현역
- ● 522-1번 : 능평1리 ↔ 신현3리
- ● 522-2번 : 신현4리 ↔ 서현역
- ● 525번 : 감곡장호원역 ↔ 이천종합버스터미널 (2025년 7월 1일 노선신설)
- ● 660번 : 광교차고지 ↔ 광주터미널<이 노선은 2014년 9월 28일 광주시 소재 경기고속에서 양도받은 노선>, (수원역-광주 노선 단축)

### 직행좌석버스
- ● 500-1번 : 동원대학교 ↔ 잠실광역환승센터
- ● 1007번 : 수원대학교 ↔ 잠실광역환승센터<이 노선은 수원시 소재 용남고속에서 양도받은 노선>
- ● 1007-1번 : 삼성전자 ↔ 잠실역(광교역, 판교신도시, 수서역 경유)<이 노선은 수원시 소재 용남고속에서 양도받은 노선>
- ● 1009번 : 수원대학교 ↔ 잠실광역환승센터(화서역, 의왕 요금소, 판교신도시, 장지역 경유)<이 노선은 수원시 소재 용남고속에서 양도받은 노선>
- ● 1101번 : 단국대학교 죽전캠퍼스 ↔ 신논현역(舊.8101번 간선급행버스)
- ● 1112번 : 경희대학교 수원캠퍼스 ↔ 강변역
- ● 1113번 : 에버랜드 ↔ 강변역(광주시내 경유)
- ● 1113-1번 : 동원대학교 ↔ 강변역(광주시내 경유)
- ● 1113-2번 : 광주터미널 ↔ 강변역(2014년 7월 16일 입석 금지 대책 일환으로 개통)
- ● 1113-10번 : 강변역 → 동원대학교(광주시내 미경유, 이 노선은 평일 출근 시간대에 운행)
- ● 1113-11번 : 동원대학교 → 강변역(광주시내 미경유, 이 노선은 평일 퇴근 시간대에 운행)
- ● 1117번 : 한국외국어대학교 용인캠퍼스 ↔ 강변역(광주시내 경유)
- ● 1500-2번 : 에버랜드 ↔ 사당역
- ● 1550번 : 광교차고지 ↔ 신논현역(신봉동 경유)(舊.550번 일반좌석버스)
- ● 1550-1번 : 한신대학교 ↔ 신논현역(신영통 경유)(2011년 2월 1일~현재)
- ● 1551번 : 수원대학교 ↔ 신논현역(동탄고등학교 경유)
- ● 1551B번 : 수원대학교 ↔ 신논현역(푸른중학교 경유)(舊.1552번)
- ● 1552번 : 한신대학교 ↔ 신논현역(동탄신도시 경유) (2021년 3월 31일 1550-1번에서 분리 신설)
- ● 1560번 : 경희대학교 수원캠퍼스 ↔ 신논현역(2015년 7월 1일부로 화성시 소재 화성여객으로 양도했다가 2019년 8월 5일 광주시 소재 대원고속이 경희대학교 수원캠퍼스 기점으로 변경해 다시 운행, 기흥 경유)(직행좌석버스)
- ● 1570번 : 광교신도시(수원연화장입구) ↔ 신논현역(성복동 경유)(2011년 10월 5일 1550번에서 분리 신설)
- ● 3200번 : 성사고등학교 ↔ 인천국제공항(한정면허 공항버스, 수도권 통합요금제 미적용)<이 노선은 2014년 4월 1일 파주시 소재 신성여객에서 양도받은 노선>
- ● 3800번 : 퇴촌관음리 ↔ 양재역 (2020년 10월 6일 개통)
- ● 5000번 : 문산시외버스터미널 ↔ 부천터미널 소풍 <이 노선은 2023년 3월 27일 R5000번에서 전환.>
- ● 5006번 : 광교차고지 ↔ 신논현역(흥덕지구 경유)(2010년 1월 개통)
- ● 5007번 : 광교차고지 ↔ 서울역 버스 환승센터(흥덕지구 경유)(2010년 1월 개통)<이 노선은 2010년 5월 광주시 소재 경기고속에서 이관 받은 노선>
- ● 5500-2번 : 광교차고지 ↔ 서울역 버스 환승센터(신봉동, 시청역, 광화문역 경유)(2002년 3월 개통)<이 노선은 광주시 소재 경기고속과 공동배차 운행하던 노선이었으나 현재 광주시 소재 대원고속 단독 운행으로 변경>
- ● 6600번 : 평택비전푸르지오 ↔ 강남역(진위역 경유)<이 노선은 2020년 8월 6일에 신설된 노선>
- ● 8200번 : 수원종합버스터미널 ↔ 안성종합버스터미널 <이 노선은 2021년 10월 11일 R8449번에서 전환 및 노선 단축, 간선급행버스 8200번과는 다른 노선이다.>
- ● 8201번 : 성남종합버스터미널 ↔ 안성종합버스터미널 <이 노선은 2021년 10월 11일 R8435번에서 전환 및 노선 단축, 간선급행버스 8201번과는 다른 노선이다.>
- ● 8202번 :  안성종합버스터미널 ↔ 동탄역 <이 노선은 2022년 6월 13일에 신설된 노선>
- ● 9301번 : 하남공영차고지 ↔ 서울역 버스 환승센터(舊.1007번 [서울])<이 노선은 서울시 소재 대원여객에서 양도받은 노선>
- ● 9600번 : 동국대학교 불교병원 ↔ 양재시민의숲역(기존 9700번 분리 신설)<2014년 6월 16일부터 광주시 소재 대원고속 단독 운행으로 변경, 그 이전까지는 고양시 소재 명성운수와 공동 배차 운행>
- ● 9700번 : 킨텍스 ↔ 양재시민의숲역<이 노선은 고양시 소재 명성운수와 공동 배차 운행>

### 국토교통부의 광역급행버스
- ● M2352번 : 평내농협.평내초교.대명루첸 ↔ 잠실역광역환승센터 (2021년 5월 10일  신설)
- ● M4108번 : 동탄신도시 ↔ 서울역 버스 환승센터(시청역 경유)
- ● M4403번 : 동탄신도시 ↔ 강남역
- ● M5422번 : 영통구청 ↔ 양재역
- ● M5438번 : 평택지제역 ↔ 강남역(2018년 6월 1일 신설)
- ● M7412번 : 중산동해태쇼핑 ↔ 강남역

## 폐지 및 타사로 면허 이관, 통폐합, 형간 전환된 노선

### 일반시내버스
- ● 3번 : 광주터미널 ↔ 광남동쌍용스윗닷홈1단지(101동~107동)(2017년 10월 12일 신설, 광주시 소재 경기고속으로 노선 이관)
- ● 3-1번 : 광주하남교육지원청 ↔ 사기막골<일자 미상 성남시 소재 대원버스로 노선 이관>
- ● 13번 : 광주터미널 ↔ 강변역(하남시 경유)<이 노선은 광주시 소재 경기고속과 공동 배차 운행했으나 2014년 9월 28일 광주시 소재 경기고속 단독 운행으로 변경>
- ● 15-3번 : 하남공영차고지 ↔ 강변역<이 노선은 광주시 소재 경기고속과 공동 배차 운행>(2011년 9월 6일 폐선)
- ● 32-5번 : 에버랜드 ↔ 사기막골(2009년 폐선)
- ● 70번 : 사기막골 ↔ 중랑공영차고지<2003년 성남시 소재 대원버스로 노선 이관>
- ● 70-1번 : 사기막골 ↔ 잠실역<2003년 성남시 소재 대원버스로 노선 이관>
- ● 112-5번 : 하남공영차고지 ↔ 서울아산병원<2010년 5월 24일 하남시 소재 경기상운으로 노선 이관과 함께 30-2번과 통합>
- ● 300번 : 오리역 ↔ 곤지암읍사무소<일자 미상 성남시 소재 대원버스로 노선 이관>
- ● 320번 : 태전지구 ↔ 태평역(이 노선은 광주시 소재 경기고속과 공동 배차 운행했으나 광주시 소재 경기고속 단독 운행으로 변경)(舊.33번)
- ● 500번 : 광교웰빙타운 ↔ 삼정아파트(2013년 1월 1일부로 폐선)
- ● 520-1번 : 로드전자 ↔ 서현역(시기 미상 521번으로 번호 변경)
- ● 650번 : 광교신도시 ↔ 금정역(2011년 8월 24일 폐선)
- ● 1117-1번 : 한국외국어대학교 용인캠퍼스 ↔ 강변역(2006년 폐선 후 대체 노선인 도시형버스 32번으로 신설)

### 일반좌석버스
- ● 111번 : 여주대학교 ↔ 이천종합버스터미널 (2024년 7월 3일부터 이천시내버스로 이관)
- ● 114번 : 장호원터미널 ↔ 광주터미널 (2024년 8월 1일부터 이천시내버스로 이관)
- ● 117번 : 한국외국어대학교 용인캠퍼스 ↔ 강변역<1997년에 폐선>
- ● 550번 : 경희대학교 수원캠퍼스 ↔ 양재역(1997년 12월에 1550번 직행좌석버스로 형간 전환)<이 노선은 용인시 소재 경남여객과 공동 배차 운행>

### 직행좌석버스
- ● 1002번 : 광교신도시(수원연화장입구) ↔ 건대입구역(수지지구, 판교신도시 경유)<2015년 5월 1일 성남시 소재 대원버스로 노선 이관>(수요 감소로 인하여 2019년 10월 12일 폐선)
- ● 1005-1번 : 오리역 ↔ 서울역 버스 환승센터(강남대로, 시청역, 광화문역 경유)(1995년 3월 27일 신설 광주시 소재 경기고속에서 개통[2], 2016년 2월 19일 광주시 소재 경기고속이 9000번으로 넘어가면서 공동 배차에서 빠지고, 광주시 소재 대원고속 단독 운행으로 변경)(2018년 10월 28일 폐선)
- ● 1005-2번 : 용인천주교공원묘원 ↔ 한남동(舊.노랑 1005-1번)(2011년 10월 29일 간선급행버스 8111번으로 형간 전환 후 2012년 3월 1일 직행좌석버스 1111번으로 형간 전환 후 2013년 2월 22일 최종 폐선)
- ● 1005-3번 : 오리역 ↔ 광화문역
- ● 1005-5번 : 에버랜드 ↔ 강남역<2005년 성남시 소재 대원버스로 노선 이관했으나 2007년 4월 16일 광주시 소재 대원고속으로 재이관 받음>(2008년 9월 20일 간선급행버스 8151번으로 형간 전환)
- ● 1006번 : 오리역 ↔ 광화문역
- ● 1111번 : 단국대학교 죽전캠퍼스 ↔ 신논현역(舊 노랑 1005-1번, 舊 1005-2번, 舊 8111번)(2013년 2월 22일 폐선)
- ● 1112-1번 : 경희대학교 수원캠퍼스 ↔ 청담역(2004년 초반 폐선)
- ● 1115-1번 : 수원역 ↔ 잠실역(직행좌석버스 6900번에 흡수 통합)
- ● 1115-5번 : 경기대학교 수원캠퍼스 ↔ 잠실역(2008년 9월 20일 간선급행버스 8202번으로 형간 전환 후 2011년 10월 5일 6900번에 노선 최종 통합)
- ● 1151번 : 용인천주교공원묘원 ↔ 신논현역(舊 1005-5번, 舊 1006번, 舊 8151번)<2015년 4월부터 성남시 소재 대원버스와 공동 배차 운행했다가 현재는 성남시 소재 대원버스에서만 운행중>
- ● 1500-3번 : 용인천주교공원묘원 ↔ 고속터미널역(2011년 10월 29일 폐선)
- ● 1550-2번 : 한신대학교 ↔ 신논현역(2011년 10월 31일 폐선)
- ● 1550-3번 : 광교신도시(수원연화장입구) ↔ 사당역(2016년 8월 13일 폐선 후 1550-3A번 노선에 통합)
- ● 1550-3A번 : 광교차고지 ↔ 인덕원역(舊 1550-3번과 동일, 평일에만 전세버스 운행)
- ● 1553번 : 한신대학교 ↔ 사당역(2017년 7월 22일 폐선)
- ● 6700번 : 경기대학교 수원캠퍼스 ↔ 압구정역(2001년 폐선)
- ● 6800번 : 광교신도시(수원연화장입구) ↔ 압구정역(분당내곡도시고속화도로 경유)(신분당선 정자역~광교역 구간(미금역 제외) 연장 개통으로 인한 수요 부족으로 2017년 1월 27일 폐선)
- ● 6900번 : 광교차고지 ↔ 잠실역(학여울역, 삼성역, 종합운동장역, 잠실새내역 경유)(舊 1115-5번→8202번)(2018년 11월 26일 성남시 소재 대원버스로 노선 이관)
- ● 7007번 : 용인천주교공원묘원 ↔ 여의도역(2005년 폐선, 현재의 직행좌석버스 7007-1번과 노선 유사)
- ● 7007-1번 : 단국대학교 죽전캠퍼스 ↔ 여의도역(과천시, 사당역 경유)(2020년 3월 1일부터 경기도 공공버스 편입에 따라 용인시 면허의 용인시 소재 대원상운으로 노선 이관)
- ● 8101번 : 단국대학교 죽전캠퍼스 ↔ 신논현역(2019년 5월 4일 직행좌석버스 1101번으로 형간 전환)(간선급행버스)
- ● 8111번 : 단국대학교 죽전캠퍼스 ↔ 신논현역(舊 노랑 1005-1번, 舊 1005-2번)(2012년 3월 1일 직행좌석버스 1111번으로 형간 전환 후 2013년 2월 22일 최종 폐선)(간선급행버스)
- ● 8130번 : 무지개마을4거리 ↔ 서울역 버스 환승센터(2010년 3월 24일 직행좌석버스 9300번으로 형간 전환)(간선급행버스)
- ● 8151번 : 용인천주교공원묘원 ↔ 신논현역(2009년 7월 15일 직행좌석버스 1151번으로 형간 전환)(간선급행버스)
- ● 8201번 : 상현역 ↔ 신논현역(2019년 8월 4일 폐선, 신설 노선인 화성시 소재 화성여객 6004번으로 차량이 넘어감)(이 회사 최후의 간선급행버스)
- ● 8202번 : 수지지역난방공사 ↔ 잠실역(舊.1115-5번)(2011년 10월 5일 6900번과 노선 통합)(간선급행버스)
- ● 8301번 : 동탄신도시 ↔ 신논현역(2009년 8월 10일 직행좌석버스 1551번으로 형간 전환)(간선급행버스)
- ● 8906번 : 덕정역 ↔ 범계역(경기순환버스)(부천시, 경기도청북부청사 경유, 2020년 3월 9일부터 경기도 공공버스 편입에 따라 양주시 소재 진명여객으로 노선 이관)
- ● 9001번 : 용인천주교공원묘원 ↔ 서울역 버스 환승센터(2016년 2월 19일 폐선 및 광주시 소재 경기고속 직행좌석버스 9000번에 통폐합)
- ● 9300번 : 도촌동차고지 ↔ 서울역 버스 환승센터(舊.8130번)(2010년 7월 21일 성남시 소재 대원버스로 노선 이관)
- ● 9414번 : 용인천주교공원묘원 ↔ 삼성역(2006년 성남시 소재 대원버스로 노선 이관)

### 국토교통부의 광역급행버스
- ● M5414번 : 광교신도시 ↔ 양재역(2016년 10월 31일 폐선)
- ● M7613번 : 중산동 해태쇼핑 ↔ 여의도역(연세대학교, 지하 신촌역 경유)(2016년 5월 1일 폐선)
- ● M5342번 : 수원버스터미널 ↔ 잠실광역환승센터 (2024년 11월 18일 폐선)